# Ван Лися
Ван Лися (кит. 王莉霞, род. июнь 1964, Цзяньпин, Ляонин) — китайский государственный и политический деятель, председатель народного правительства автономного района Внутренняя Монголия с 5 августа 2021 года.
Ранее секретарь парткома КПК города Хух-Хото (2019—2021), глава территориального отдела Единого фронта по АР Внутренняя Монголия (2016—2019), вице-губернатор провинции Шэньси (2013—2016), мэр города Тунчуань (2011—2013).
Кандидат в члены ЦК КПК 19-го созыва, член Центрального комитета Компартии Китая 20-го созыва.

## Биография
Родилась в июне 1964 года в уезде Цзяньпин городского округа Чаоян, провинция Ляонин. Из этнической группы монголов.
В октябре 1981 года поступила на экономический факультет Ляонинского университета, который окончила в сентябре 1985 года с дипломом бакалавра по специальности «экономическое планирование и статистика». Затем училась в Шэньсийском институте экономики и финансов (позднее в числе ряда вузов образовавший Высшую школу экономики и финансов Сианьского университета Цзяотун), диплом магистра в экономике. В сентябре 1985 года вступила в Коммунистическую партию Китая. После получения магистерского диплома устроилась в Сианьский институт статистики, где работала лектором и затем доцентом по кафедре экономической статистики. Параллельно, с сентября 1997 по июль 2000 гг. училась в аспирантуре Сямэньского университета, после успешной защиты диссертации — доктор философии (PhD) в экономических науках.
В июле 2000 года перешла на работу заместителем начальника управления статистики в администрации провинции Шэньси, спустя пять лет получила повышение до главы управления статистики. С января 2011 года — исполняющий обязанности мэра Тунчуаня и заместитель секретаря горкома КПК по должности, в апреле того же года утверждена в должности мэра города. В январе 2013 года получила очередное повышение до вице-губернатора Шэньси, на этом посту курировала торговые отношения провинции, здравоохранение, вопросы открытости муниципальных структур и взаимоотношения с Тайванем.
В октябре 2016 года переведена в автономный район Внутренняя Монголия на пост главы отдела Единого фронта по АР — членом Постоянного комитета парткома КПК Внутренней Монголии. В октябре 2017 года на 19-м съезде Компартии Китая избрана кандидатом в члены ЦК КПК 19-го созыва. 31 августа 2019 года вступила в должность секретаря горкома КПК Хух-Хото — столичного города АР Внутренняя Монголия.
В августе 2021 года назначена временно исполняющим обязанности председателя правительства АР Внутренняя Монголия и первым по перечислению заместителем секретаря парткома КПК автономного района. 9 сентября того же года утверждена в должности председателя правительства АР решением 5-й сессии Собрания народных представителей АР Внутренняя Монголия 13-го созыва.